# Спасс (Торжокский район)
Спасс — деревня в Торжокском районе Тверской области. Относится к Мирновскому сельскому поселению.

## География
Деревня расположена на левом берегу Тверцы в 7 км на юго-запад от центра поселения посёлка Мирный и в 12 км на юго-восток от города Торжка.

## История
В Писцовых книгах 1626-1627 гг. в погосте Спасском упоминаются две деревянные церкви: в честь Преображения Господня (теплая) и в честь Успения Пресвятой Богородицы. Документы Тверской духовной консистории 1700 г. называют в Преображенской церкви престол в честь Николая Чудотворца, а 1761 г. в Успенской церкви – в честь св. прп. Александра Свирского. Упоминание этого престола связано с перестройкой Успенского храма в камне. В 1785 г. из обветшавшей деревянной Преображенской церкви в каменную Успенскую был перенесен престол в честь св. Николая Чудотворца, а в мае 1793 г. по инициативе прихожан и священников Якова Михайлова, Михаила Тимофеева и Василия Иванова с благословения архиепископа Тверского и Кашинского Иринея началась фундаментальная перестройка Успенской церкви, которая привела к возведению в 1804 г. нового храма.
В 1804 году на Спасском погосте была построена каменная Преображенская церковь, распространена в 1872 году.
В конце XIX — начале XX века село Спасское входило в состав Марьинской волости Новоторжского уезда Тверской губернии.
С 1929 года деревня Спасс входило в состав Думановского сельсовета Торжокского района Тверского округа Московской области, с 1935 года — в составе Калининской области, с 1994 года — в составе Мирновского сельского округа, с 2005 года — в составе Мирновского сельского поселения.

## Население
| 1859 | 1884 | 1996 | 2002 | 2010 |
| ---- | ---- | ---- | ---- | ---- |
| 179  | ↘128 | ↘20  | ↘19  | ↘18  |

## Достопримечательности
В деревне находится действующая Церковь Спаса Преображения (1804).